# Saint-Christophe-du-Jambet
Saint-Christophe-du-Jambet – miejscowość i gmina we Francji, w regionie Kraj Loary, w departamencie Sarthe.
Według danych na rok 1990 gminę zamieszkiwały 183 osoby, a gęstość zaludnienia wynosiła 16 osób/km² (wśród 1504 gmin Kraju Loary, Saint-Christophe-du-Jambet plasuje się na 1067. miejscu pod względem liczby ludności, natomiast pod względem powierzchni na miejscu 947.).